# جول بن حيدر
ارض مهدي النعماني اسم المنطقه التاريخي
ارض مهدي  مدينة يمنية تقع شرق محافظة شبوة في مديرية جردان. تبلغ مساحتها حوالي 11 كيلومتر مربع. ويحدها من الشمال كراثه ومن الشرق كريث. ومن الجنوب النحال ومن الغرب العرصة. تبعد عن العاصمة عتق حولي72 كيلو متر. لديها عدة من الأحياء تابعه إليها حصن الكريف، الغميس، الجول، القارة، العطف، الحيد، البلاد، الريضة، مشيط، الكوم، الوجرو البلاد.